# Simone Girolami
Simone Girolami (Roma, 30 aprile 1971) è un pilota motociclistico italiano ritiratosi dall'attività agonistica.

## Carriera
Ex-crossista ed endurista, ha corso nel supermotard dal 2003 al 2008 con ottimi piazzamenti seppur, a causa di molte vicende sfortunate, non abbia mai potuto conquistarsi un titolo nazionale ne internazionale.
Nel 2009 diventa manager del team ufficiale TM 747 Motorsport Factory nel Campionato del Mondo Supermoto, e con il pilota Thierry Van Den Bosch riesce a vincere il titolo mondiale S1 alla stagione di debutto da proprietario e manager di un team. Lo stesso anno conquista anche il titolo italiano S2 con Davide Gozzini. Nel 2010 bissa il titolo con il francese Thomas Chareyre, dominando la stagione (al secondo posto un altro suo pilota, Davide Gozzini).
Per il 2011 chiude la collaborazione con TM e passa a KTM. Terminata la propria carriera agonistica rimane del mondo delle corse partecipando con successo a eventi riservati ai veterani.

## Palmarès
- 1990: 3º posto Campionato Europeo Motocross classe 125 (su Honda)
- 1992: 2º posto Campionato Europeo Motocross classe 125 (su Honda)
- 2001: Campione Italiano Enduro Junior classe 250 2t (su Husqvarna)[4]
- 2002: 6º posto Campionato Italiano Enduro classe 250
- 2003: 9º posto Campionato Italiano Supermoto classe Sport (su Honda)
- 2003: 22º posto Campionato del Mondo Supermoto (su Honda)
- 2003: 5º posto Extreme Supermotard di Bologna (su Honda)
- 2004: 2º posto Campionato Italiano Supermoto classe Sport (su Honda)
- 2004: 8º posto Campionato del Mondo Supermoto S2 (su Honda)
- 2005: 9º posto Campionato Italiano Supermoto classe Sport (su KTM)
- 2005: 15º posto Campionato del Mondo Supermoto S2 (su KTM)
- 2006: 2º posto Campionato Italiano Supermoto classe Prestige (su TM)
- 2006: 8º posto Campionato del Mondo Supermoto S1 (su TM)
- 2007: 7º posto Campionato Italiano Supermoto S2 (su Husaberg)
- 2007: 12º posto Campionato del Mondo Supermoto S2 (su Husaberg)
- 2008: Vincitore Trofeo Lazio Supermoto S2 (su TM)
- 2008: 4º posto Campionato Italiano Supermoto S1 (su TM)
- 2008: 2º posto Endurance Supermoto di Latina (coppia con Max Biaggi) (su TM)[5]
- 2009: Vincitore Trofeo Lazio e Centro Italia Supermoto S2 (su TM)
- 2009: 2º posto Endurance Supermoto di Viterbo (coppia con Stefano Gorini) (su TM)
- 2009: 3º posto Coppa Roma Supermoto (su TM)
- 2010: Vincitore Gara Internazionale E-Moto di Roggwil (su SMRE)
- 2011: 13º posto Campionato Italiano Supermoto Open di Castelletto di Branduzzo (su KTM)